# Croatia (povremenik, London)
Croatia je bila hrvatski povremenik iz Londona. Izlazila je na engleskom jeziku. Format je bio 26 cm. Prvi je broj izašao 1951. godine. 

## Poznati suradnici
- Andrija Ilić